# Nomenclature zoologique
La nomenclature zoologique désigne l'ensemble des règles permettant de nommer les taxons (comme les espèces) animaux. Cette nomenclature zoologique est définie par un organisme, la Commission internationale de nomenclature zoologique.
Les parenthèses autour du nom d'auteur indiquent que le taxon décrit par l'auteur en question avait été originellement décrit comme regroupé dans un autre taxon supérieur, où il n'est plus classé actuellement.

## Différences entre nomenclature et taxinomie
Tout ce qui concerne le nom du taxon et relève du Code de Nomenclature, est nomenclatural, c'est-à-dire relatif aux règles fixant les noms actuels et corrects, la priorité et la typification des noms.
Mais tout ce qui a trait à l'information scientifique permettant de circonscrire un taxon relève de la taxinomie.
N.B.: Pour les différences entre taxinomie, systématique et classification, voir taxinomie, systématique et classification.

## Nommage: principes et termes techniques utilisés
- « Synonyme plus récent » (junior synonym en anglais)[1] : Un nom qui décrit un taxon précédemment publié sous un autre nom. Si deux ou plusieurs noms de genre ont été officiellement créés et que des spécimens-types sont ensuite affectés au même genre, le premier à être (chronologiquement) publié est le « synonyme plus ancien » (senior synonym en anglais)[1] ; tous les autres seront des « synonymes plus récents ». C’est le « synonyme plus ancien » qui est généralement utilisé (sauf décision spéciale de l'ICZN), mais des « synonymes plus récents » ne peuvent pas être à nouveau utilisés pour décrire un nouveau taxon.
- Nomen nudum (signifie « Nom nu » en Latin) : C’est un nom déjà paru dans la presse, mais non-encore officiellement validé et publié par l'ICZN. Les « Nomina nuda » (pluriel de « Nomen nudum ») sont considérés comme scientifiquement non-valides, et ne figurent donc pas en italique comme un véritable nom générique le serait. Dès que ce nom est publié officiellement, il peut paraître en italique sur cette liste. Il est fréquent que le nom officiellement publié diffère de toutes les désignations « nuda » qui décrivent le même spécimen.
- Nomen oblitum (signifie « Nom oublié » en Latin) : désigne un nom qui n'a pas été utilisé dans la communauté scientifique durant plus de 50 ans après sa proposition initiale.
- Nom préoccupant : Un nom officiellement publié, mais qui a déjà été utilisé pour un autre de taxon. Ce second usage est théoriquement incorrect (comme le sont toutes ses utilisations) et ce nom doit être remplacé. Ces noms ne sont pas scientifiquement valides, ils ne figurent donc pas en italique sur cette liste.
- Nomen dubium (signifie « Nom douteux » en Latin) : Un nom décrivant un fossile sans traits caractéristiques uniques. Comme il s’agit d’une détermination subjective et susceptible de controverse, ce type de terme n'est pas utilisé dans cette liste.

## Historique
La première étape pré-linnéenne concerne la formalisation de deux unités biologiques, à savoir le genre et l'espèce, puis, la seconde étape de réduire à un mot la description de chacun d'entre eux. En effet, le nom d'une espèce était jusqu'alors défini par une petite phrase. C'est sans doute Joseph Pitton de Tournefort (1656-1708), qui le premier dans Institutiones rei herbariae (1700) systématise l'usage du genre et de l'espèce définis chacun par un mot unique. Ce système connaît un certain retentissement chez les naturalistes de l'époque et est employé pour la première fois en zoologie par Karl Niklaus Lang (1670-1741) en 1722.
Carl von Linné (1707-1778) met au point graduellement le système qui servira de base à la nomenclature actuelle. Dans sa première version de son Systema Naturae de 1735, Linné utilise souvent deux mots pour l'espèce. Il désigne ce troisième terme par nomen triviale. En 1751, Linné énonce 43 préceptes pour la nomenclature botanique, et qui sera étendu à la zoologie. 23 de ces préceptes concernent la formation des mots servant pour le genre. Mais il n'évoque pas le cas de l'espèce.
C'est dans la dixième édition du Systema Naturae de 1758 et dans son Species Plantarum de 1753 que le nom binomial est adopté : un seul mot définit le genre et un seul l'espèce.
Il a été souvent souligné que Linné n'avait aucune idée de la question de priorité (qui exclut de renommer une espèce déjà décrite si celle-ci porte un nom valide). Linné, comme son principal élève Johan Christian Fabricius (1745-1808), ont souvent corrigé ou remplacé les noms des espèces. Fabricius fait paraître en 1778 sa Philosophia entomologica... dans lequel il propose une série de préceptes appliqués à la nomenclature entomologique mais il n'établit pas de règles sur l'espèce.
Le nombre d'appellations zoologiques augmente considérablement durant les décennies suivantes, ces noms sont souvent faux par leur constitution même (ainsi un même nom peut connaître plusieurs graphies différentes suivant les auteurs). Ce n'est qu'au début des années 1840 Hugh Edwin Strickland (1811-1853), ressentant le besoin d'établir un langage permanent et uniforme par les naturalistes de toutes les nations, propose à la British Association for the Advancement of Science d'initier un comité d'expert visant à faire une ébauche de code de règles. Ce comité compte Charles Darwin (1809-1882), William Ogilby (1808-1873), Leonard Jenyns (1800-1893), John Stevens Henslow (1795-1861), John Phillips (1800-1874), John Richardson (1787-1865), H.E. Strickland (qui est le rapporteur) et John Obadiah Westwood (1805-1893). À ces noms s'ajoutent plusieurs membres cooptés William John Broderip (1789-1859), Sir Richard Owen (1804-1892), William Edward Shuckard (1803-1868), George Robert Waterhouse (1810-1888) et William Yarrell (1784-1856). H.E. Strickland prépare activement ce projet de règle en contactant deux cents scientifiques ou sociétés savantes à travers le monde. Ce code parait en 1843 dans les Proceedings de la société.
Ce code, connu sous le nom de Code Strickland, est peu contraignant et, comme les règles avancées par Linné et J.C. Fabricius avant lui, la plupart des articles sont incitatifs. Seuls trois articles sont contraignants : l'article 8 sur le rejet des synonymes plus récents (si une espèce est décrite deux fois de façon valide, c'est le nom le plus ancien qui prime), l'article 13 rejette, pour des raisons d'inélégance, la tautonymie (un même mot ne peut être utilisé à la fois pour le genre et pour l'espèce) et la règle 14 sur l'utilisation de l'orthographie latine. Le code établit également une date de référence. Elle est fixée à 1766, année de parution de la douzième édition du Systema Naturae de Linné que l'on estime être la plus complète. Ceci signifie que tous les noms établit avant cette date ne sont pas considérés comme valables (même si leur forme est correct). Une exception est faite pour les noms de genres publiés dans l’Ornithologie de Mathurin Jacques Brisson (1723-1806) en 1760.
Le code est traduit en italien et en français dès 1843. Mais il n'est pas suivi par tous les naturalistes et des noms ne respectant pas ses différents articles continuent d'être créés. Divers efforts sont alors entrepris pour l'améliorer.
Ce sont d'abord les entomologistes allemands qui établissent leur propre code. Ernst August Hellmuth von Kiesenwetter (1820-1880) le fait paraître en 1858 dans Die Gesetze der entomologischen Nomenclatur et est traduit en français deux ans plus tard par Charles Jean-Baptiste Amyot (1799-1866). Ce code établit notamment qu'un nom spécifique doit combiner un nom de genre et une épithète spécifique mais aussi qu'une espèce ne doit être nommée que si son existence dans la nature a été démontrée, que sa description doit être faite dans une revue scientifique ou un ouvrage commercialisé, que cette description soit faite en latin ou en allemand et qu'elle doit être accompagnée d'une diagnose en latin, permettant de reconnaître cette espèce. Ce code assouplit considérablement la règle d'antériorité établit par le Code Strickland : la conservation des noms les plus anciens n'est pas impérative.
La British Association for the Advancement of Science met en place un nouveau comité pour mettre à jour le Code Strickland, sans son principal instigateur, Strickland, mort à 42 ans, tué par un train alors qu'il explorait le ballast d'une voie de chemin de fer. Ce deuxième comité compte John Gwyn Jeffreys (1809-1885), Alfred Russel Wallace (1823-1913), Philip Lutley Sclater (1829-1913) et d'un secrétaire, Sir William Jardine (1800-1874) (le beau-père de Strickland). Son principal apport est de préciser que lorsqu'une espèce devient un rang de genre, elle conserve son épithète spécifique et que c'est son nom de genre qui doit changer (toujours pour éviter la tautonymie). Le code propose également de ne pas conserver la règle selon laquelle le nom d'une espèce bâtie à partir d'un nom propre, s'écrit sans capitale initiale. Enfin, le code établit de nouvelles exceptions : outre les oiseaux de Mathurin Brisson, les noms d'insectes établis par Giovanni Antonio Scopoli (1723-1788) et les poissons de Peter Artedi (1705-1735), pourtant décrits avant la douzième édition du Systema Naturae de Linné (1766).
La règle de priorité est attaquée par le lépidoptérologiste William Arnold Lewis (1847-1877) en 1872 et 1875. Celui-ci souhaite que l'obligation de conserver les noms les plus anciens soit supprimée. Il regrette en effet que des noms largement acceptés puissent être remplacés par des noms moins connus mais plus anciens. Il souligne également que la définition du genre avait considérablement changé depuis Linné, Fabricius et les premiers naturalistes. Il propose qu'aucun nom avant 1842 (date choisit arbitrairement) ne soit conservé à moins qu'il ne soit utilisé par une publication depuis cette date. À la même époque, la règle de priorité est défendue par le coléoptérologiste David Sharp (1840-1922) avec un nouvel argument : seul le binôme originel reflète le concept suivi par le créateur de celui-ci.
L'American Association for the Advancement of Science charge, en 1876, le malacologiste William Healey Dall (1845-1927) de récolter l'avis des naturalistes américains pour préparer un nouveau code de nomenclature. W.H. Dall présente un code basé sur 83 règles et de nombreuses recommandations. Pour la première fois, il tente de répondre aux besoins des zoologistes comme des botanistes en citant abondamment le code de 1867 d'Alphonse Pyrame de Candolle (1806-1893). Neuf articles traitent du lieu de publication et de la date de celle-ci, sans pour autant résoudre tous les problèmes posés. Le code souligne notamment l'importance de déterminer la date véritable de la publication. Il souligne qu'il est nécessaire d'ajouter à l'espèce le nom de l'auteur de celle-ci et sa date de description, repère essentiel en cas de synonymie. Un article prescrit que lorsqu'un taxon change de niveau taxinomique (une espèce élevée au genre ou abaissée à la sous-espèce), le nom du scientifique ayant procédé à cette modification doit être cité. Cet usage, qui existe dans le Code de botanique, n'existe pas dans le Code de zoologie. Dall souhaitait restreindre les lieux de publications des nouvelles espèces mais la communauté des scientifiques de l'époque jugea cette mesure impossible à appliquer.
Quelques années plus tard, l'American Ornithologists' Union fait paraître son propre code en 1886. Celui-ci établit les codes de Strickland de 1843 et de 1866 comme la base de la nomenclature zoologique mais ajoute la codification de l'emploi d'un trinôme pour désigner les sous-espèces basées uniquement sur l'étude des répartitions géographiques ou écologiques (sont exclues les formes obtenues artificiellement par croisement). Les ornithologues américains réagissent à l'usage, massif à l'époque, de binômes pour désigner des taxons considérés aujourd'hui comme des sous-espèces (d'où un nombre important des formes décrites dans les grands catalogues). Un autre point est que ce code établit le point de départ, pour la première fois, comme étant la dixième édition de Systema Naturae de Linné en 1758. La règle de priorité est réaffirmée et renforcée pour les genres, les espèces et les sous-espèces mais appliquée avec plus de souplesse pour les taxons supérieurs au genre. Ce code se penche, là aussi pour la première fois, sur les cas où la même espèce est décrite deux fois simultanément. Pour trancher ces cas, des critères taxinomiques et nomenclaturaux sont utilisés. Enfin, le code recommande que lorsqu'un genre n'a pas été défini par une espèce type, celle-ci est choisie par élimination.
La France va jouer alors un rôle essentiel. Le tout premier Congrès international de zoologie fut organisé à Paris, en août 1889, à l’initiative d’Alphonse Milne-Edwards, professeur du Muséum national d'histoire naturelle, à l'occasion du premier centenaire de la Révolution française et de l’Exposition universelle tenue dans la capitale.
Milne-Edwards se tourne vers la Société zoologique de France pour l’organisation de cette manifestation, tout en assurant la présidence.
Ses vice-présidents furent Edmond Perrier et Léon Vaillant, professeurs au Muséum.
Les Règles de la Nomenclature des Êtres organisés, rédigées par Raphaël Blanchard, secrétaire général de ce congrès, ne furent adoptées que sur une partie des conclusions du travail présenté, lors de ce 1er congrès par la collectivité scientifique internationale.
L'assemblée reporta la suite de la discussion de la matière au congrès suivant.
Les règles de nomenclature furent rediscutées lors du 2e congrès de Moscou en 1892.
Le 3e congrès de Leyde nomma le 18 septembre 1895 une Commission internationale de nomenclature zoologique composée de cinq zoologistes : R. Blanchard, J.V. Carus, F.A. Jentink, P.L. Sclater et C.W. Stiles pour rapporter la matière au 4e congrès de Cambridge en Angleterre en 1898.
Après l'addition d'autres membres, la commission permanente internationale ayant été portée à quinze membres lors du 4e congrès, et suivant d'autres considérations, un rapport fut adopté lors du 5e congrès de Berlin en 1901.
L'accord international finalisant les règles de nomenclature zoologique intervient lors du 6e congrès de Berne en 1904. Elles furent publiées en français, anglais et allemand l'année suivante (1905) dans un code incorporant la décision de ce congrès.
Lors de la séance du 9 janvier 1906, Blanchard les présentait aux membres de la Société zoologique de France.
Le code intitulé Règles internationales de la Nomenclature zoologique subit une série d'amendements au cours des congrès suivants (Boston en 1907, Monaco en 1913, Budapest en 1927, Padoue en 1930) et resta en vigueur jusqu'en 1961, quand il fut replacé dans sa totalité par le Code international de nomenclature zoologique.
Ce nouveau code résultait des études et travaux aux congrès qui suivirent les années 1939-1944 de la Seconde Guerre mondiale, c'est-à-dire : Paris en 1948, Copenhague en 1953 et Londres en 1958.
Des amendements furent débattus au congrès de Washington en 1963 et donnèrent lieu à la deuxième édition du code en 1964.
En 1973, le système de règles et de recommandations de la nomenclature zoologique est adopté par l'Union internationale des sciences biologiques.